# Monestir de Sinaia
El monestir de Sinaia, situat a Sinaia, al comtat de Prahova, Romania, va ser fundat pel príncep Mihail Cantacuzino el 1695 i va rebre el nom del gran monestir de Santa Caterina al mont Sinaí a Egipte. A partir de 2005, està habitat per 13 monjos cristians ortodoxos dirigits per l'hegumen Macarie Boguș. Forma part de l'arxidiòcesi de Bucarest.
El monestir és a prop del castell de Peleş i s'hi pot accedir amb tren, ja que l'estació de ferrocarril de Sinaia és a sota del monestir. També s'hi pot accedir per carretera.

## Visió general
Situat a la vall de Prahova, el monestir va donar nom a la propera ciutat de Sinaia. El monestir consta de dos patis envoltats d'edificis baixos. Al centre de cada pati hi ha una petita església construïda a l'estil romà d'Orient. Una d'elles - "Biserica Veche" (L'Església Vella) data del 1695, mentre que la més recent "Biserica Mare" (La Gran Església) es va construir el 1846.
Els monjos posseeixen una biblioteca que és un dipòsit de valuoses joies pertanyents a la família Cantacuzino, així com la primera traducció al romanès de la Bíblia, datada el 1668.
Take Ionescu, antic primer ministre de Romania, està enterrat en aquest terreny.

## Història

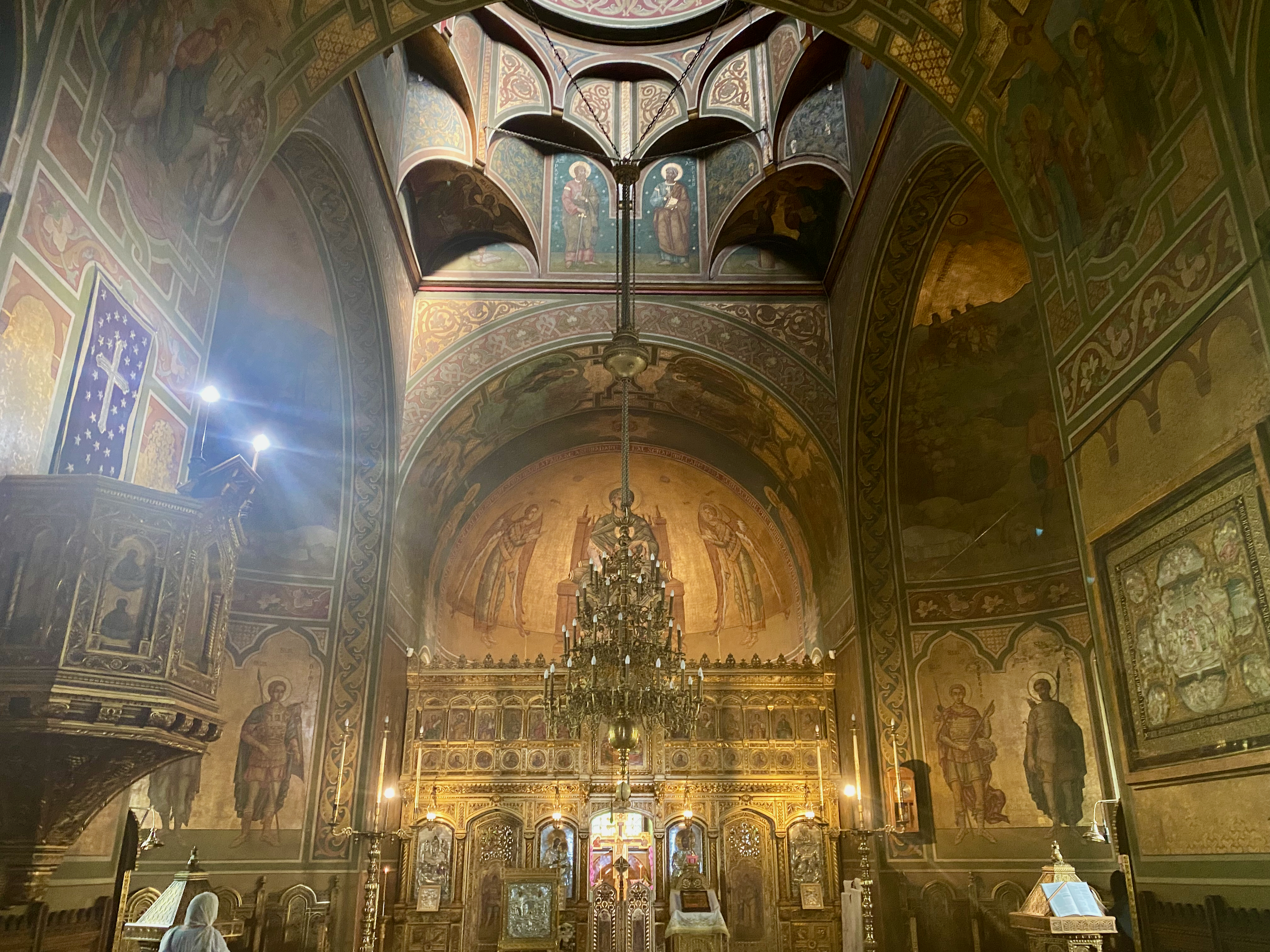
Interior de l'església gran

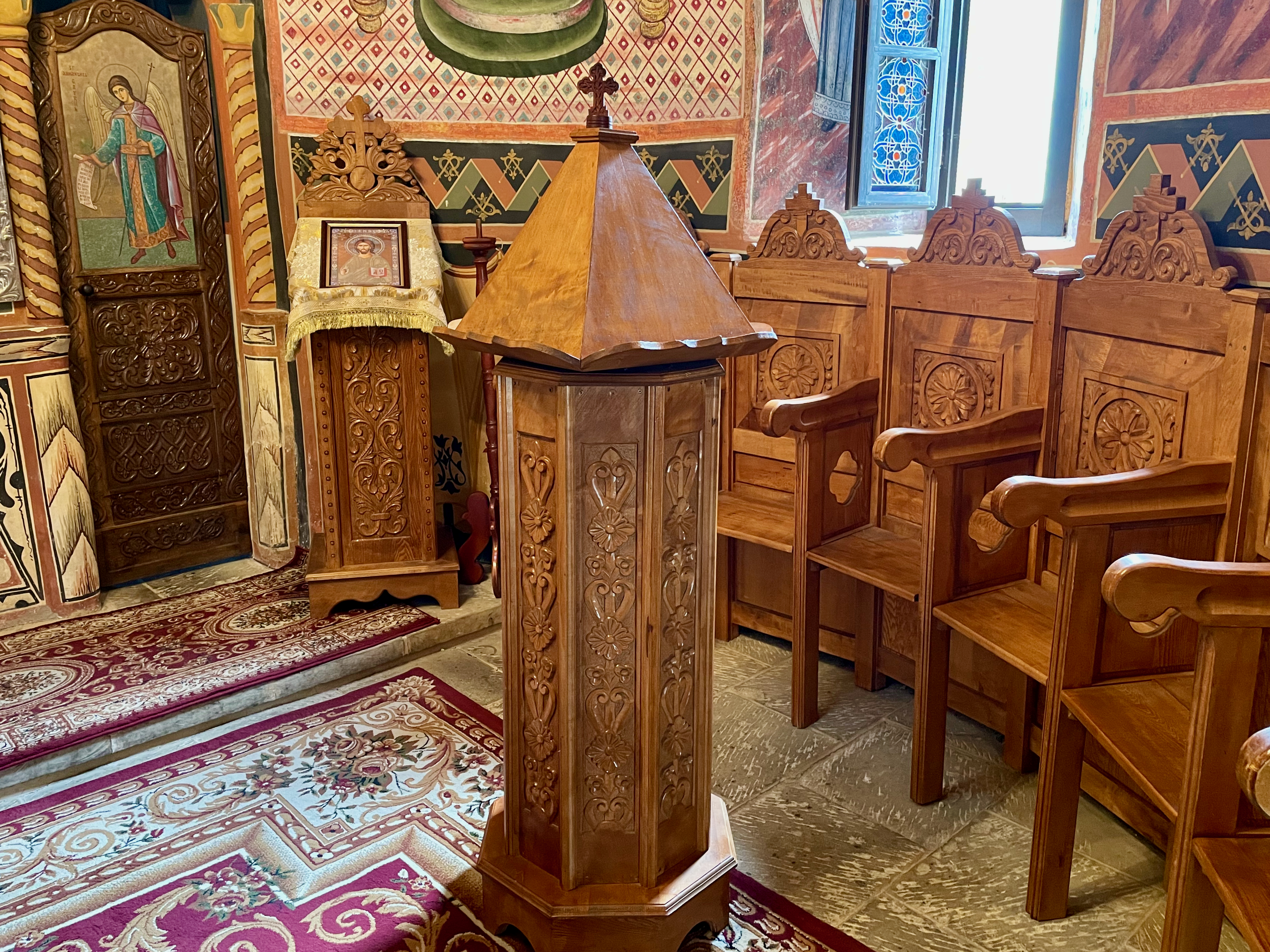
Interior de l'església gran

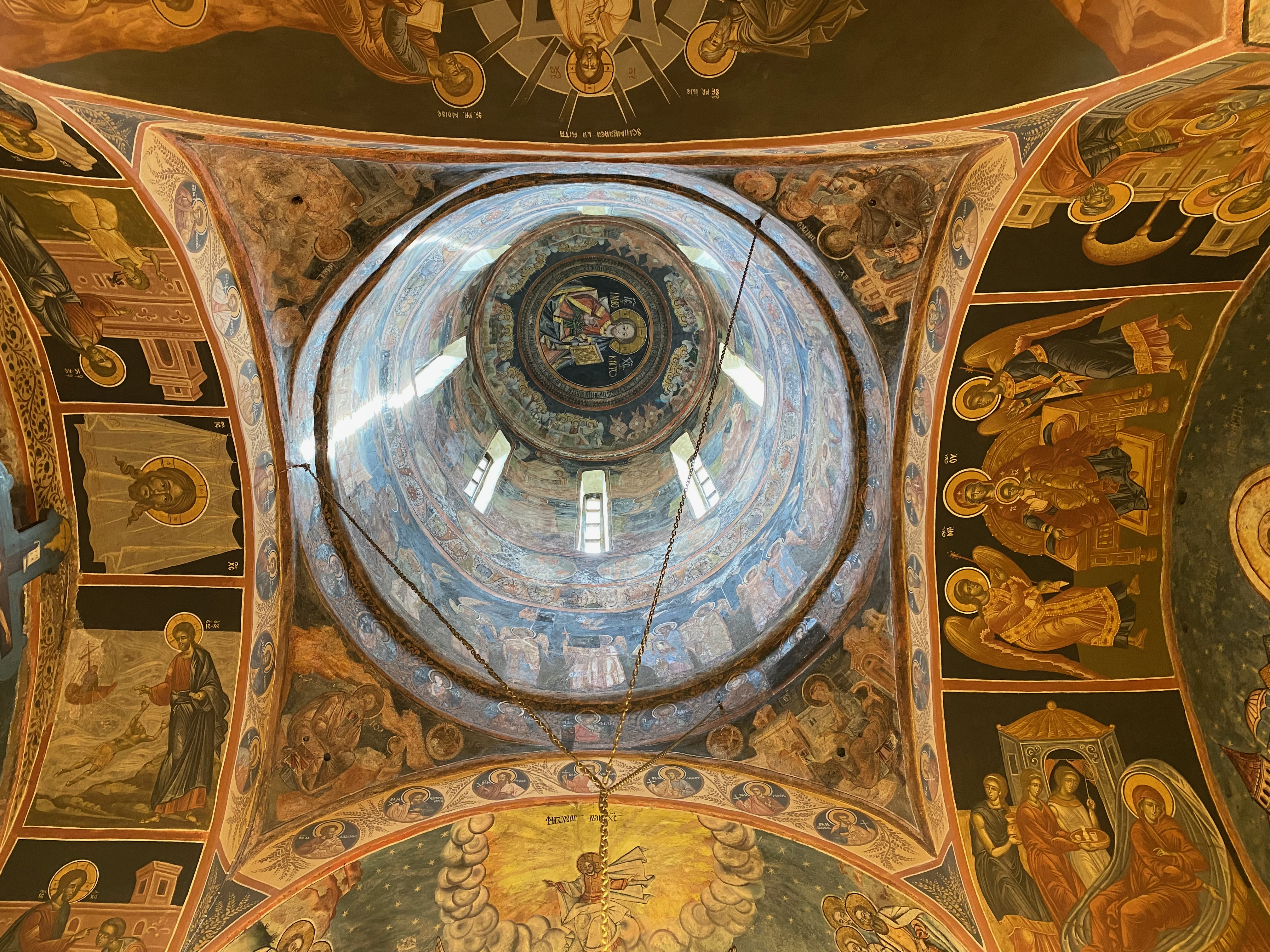
Cúpula

El príncep (Spătarul) Mihail Cantacuzino va fundar el monestir en tornar d'un pelegrinatge al mont Sinaí. Els primers edificis es van acabar entre 1690 i 1695. Va ser dissenyat per servir com a monestir i també com a fortalesa fortificada a la ruta de Brasov a Bucarest.
El pla inicial era que el monestir acollís 12 monjos, per imitar els Dotze Apòstols, però amb el temps el nombre de monjos va créixer.
En plena guerra rus-turca, 1735–1739, abans de desertar del monestir, els monjos van amagar els objectes de valor enterrant-los dins d'una campana. Durant una batalla, els turcs van derrotar tropes estacionades dins de les muralles del monestir. Els otomans van cremar la zona i van trencar la paret en dos llocs.
Fins al 1850, Sinaia era poc més que el monestir i un grup de barraques. El 1864, però, la finca monàstica va ser assignada a la Junta d'Hospitals Civils (Eforia Spitalelor Civile), que va obrir un hospital i diversos banys, i va ajudar a desenvolupar fonts minerals a Sinaia.
El 1948, el monestir fou posat sota el patrocini de l'arxidiòcesi de Bucarest de la Junta d'Hospitals Civils. El patriarca romanès, Justiniano Marina, va restaurar els edificis entre els anys 1951 i 1957 amb diners de l'arxidiòcesi. Durant aquest període, tot el monestir es va equipar amb aigua corrent, electricitat i gas natural. Gràcies als esforços del rei Carol I, la Gran Església del monestir es va convertir en la primera església que va utilitzar llums elèctrics a Romania.

## L'Església Vella

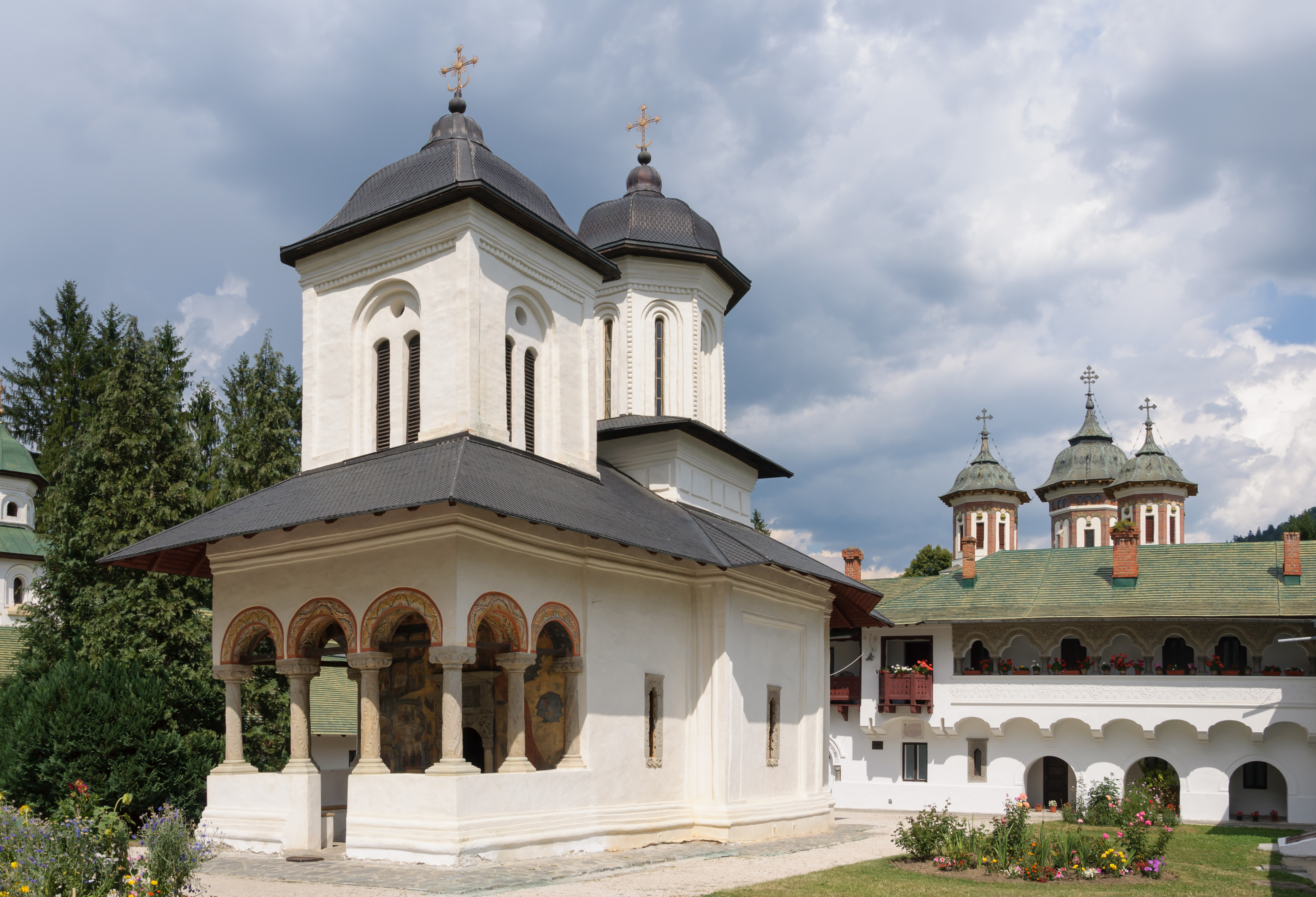
"Biserica Veche" al Monestir de Sinaia

L'església vella es va construir el 1695. El 2006 es va tancar per iniciar un projecte de restauració per retornar-la a la seva bellesa anterior. La pintura interior original va ser completada per Pârvu Mutu i es va restaurar per primera vegada el 1795. L'Església Vella s'ha reobert a partir del 2016.

## La Gran Església
Sota el lideratge d'Hegumens Ioasaf i Paisie, la construcció de la Gran Església va començar el 1842 amb fons assignats pel monestir i es va acabar el 1846. Aquesta estructura més petita va ser ampliada per la Junta d'Hospitals Civils durant un període comprès entre el 1897 i el 1903. Aquests esforços van donar a l'edifici l'aspecte que té actualment.

### Aspecte actual
Creat per l'arquitecte George Mandrea, l'estructura utilitza l'estil moldau i l'estil brâncovenesc de Valàquia. Es diu que el cinturó de tres línies d'esmalt verd que envolten l'edifici representen la unitat de la Santíssima Trinitat en un sol Déu i la unitat dels Tres Regnes Romanesos en un país.

### Pintures

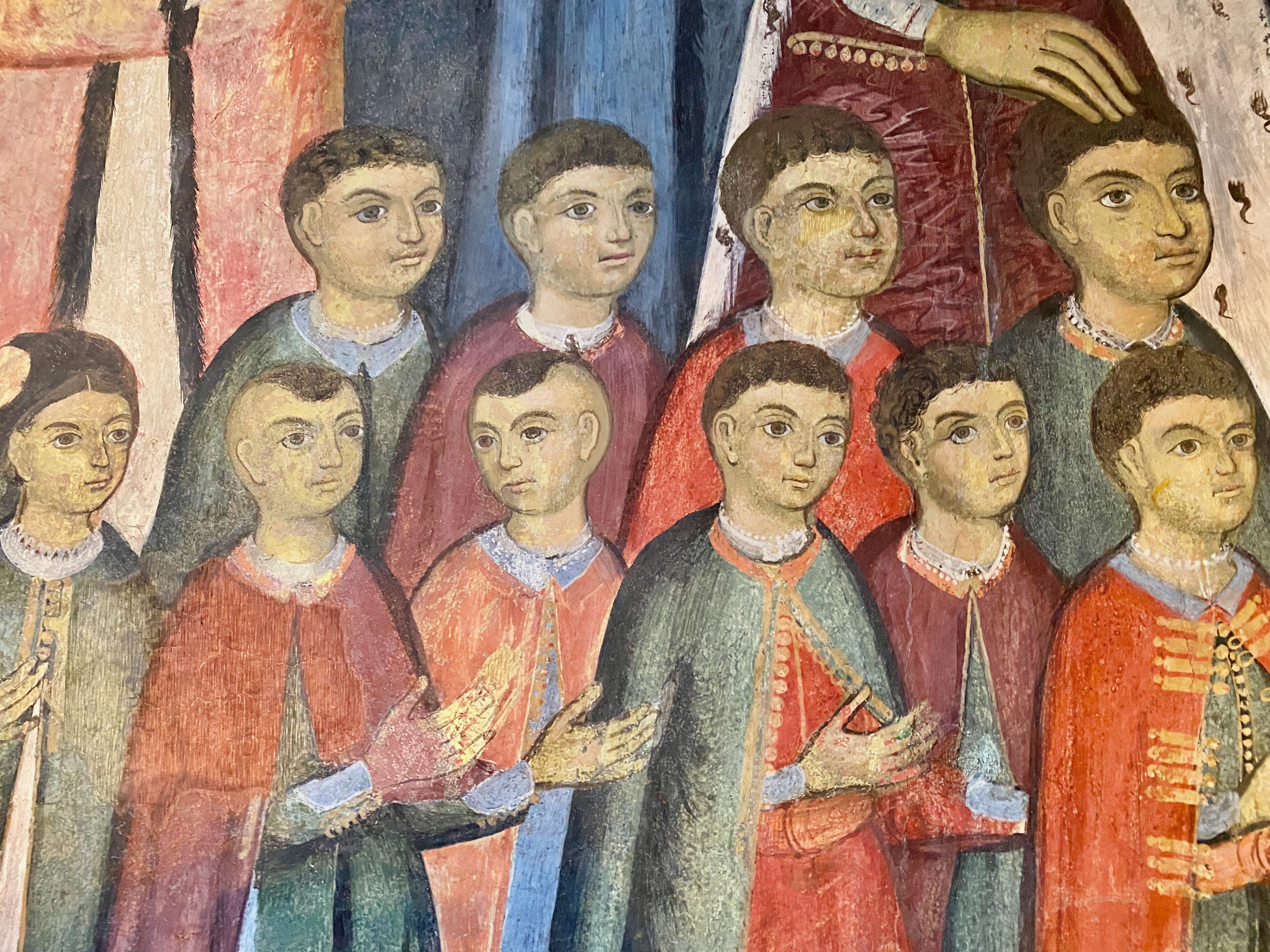
Pintures

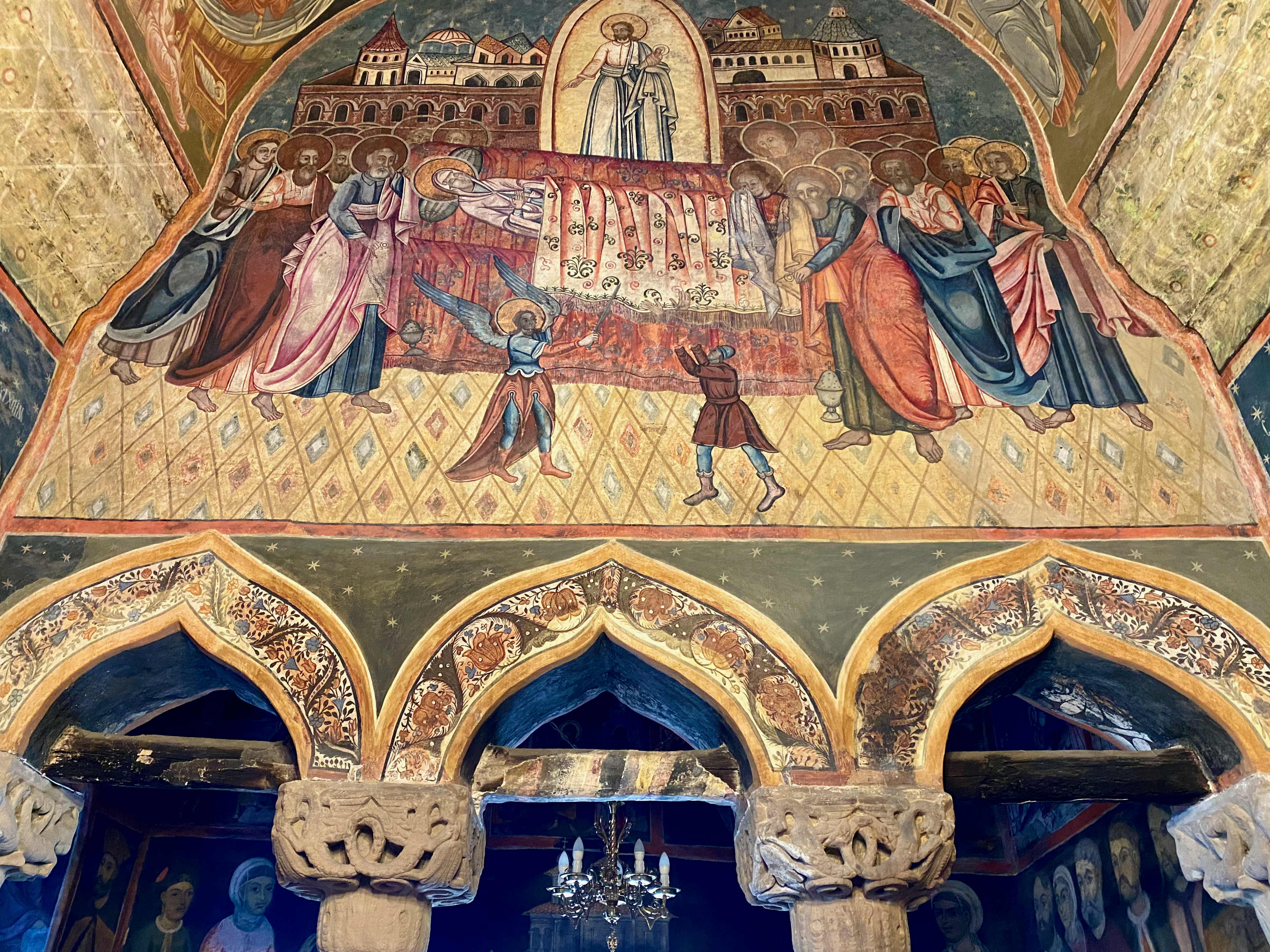
Pintures

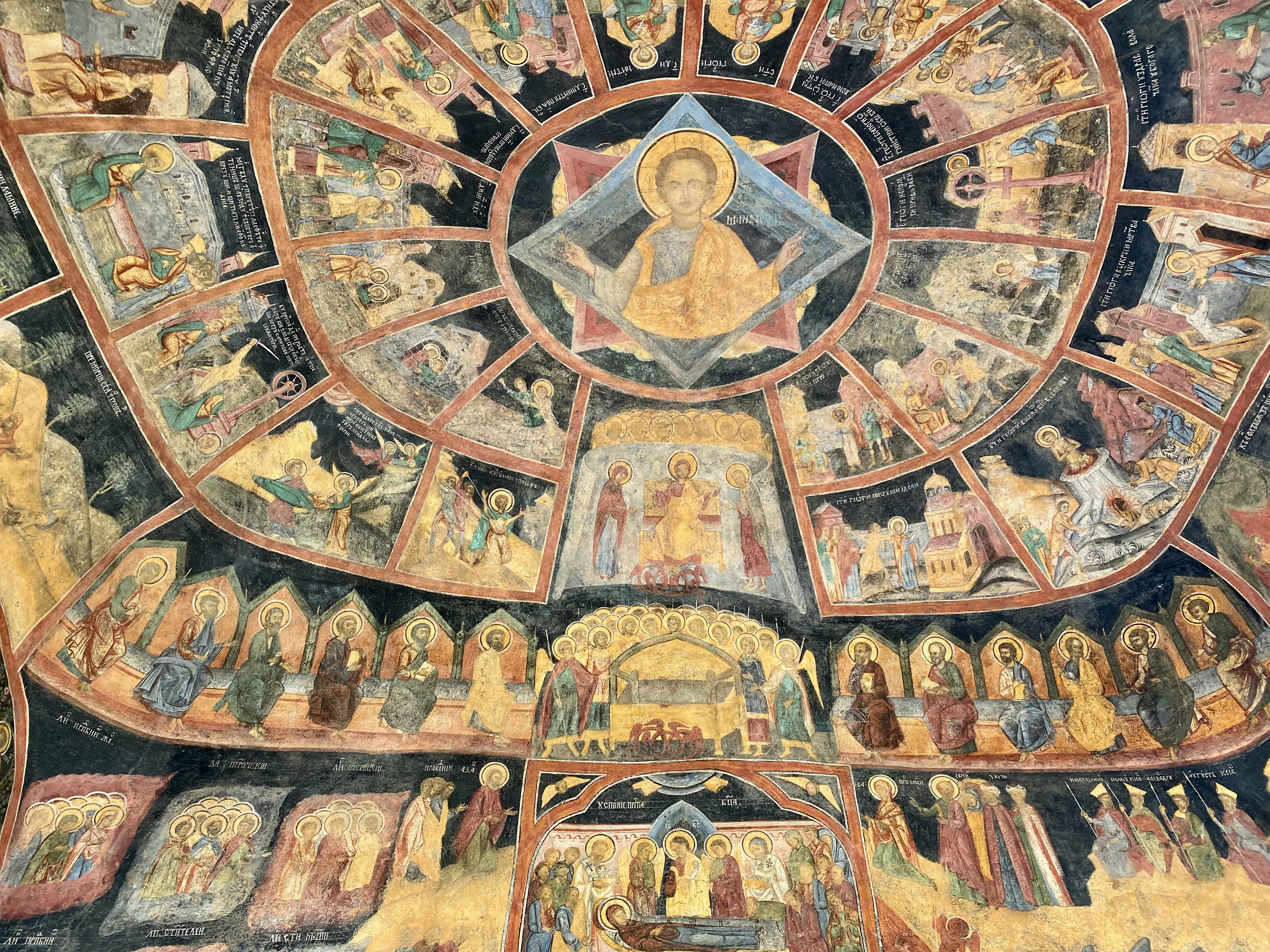
Pintures

Les pintures de mosaic daurat van ser creades per l'artista danès Aage Exner amb un estil neobizantí típic. Les principals il·lustracions mostren cinc persones:
- Iosif Gheorghian mitropolit primat: va tornar a obrir l'edifici el 1903
- Carol I de Romania: es mostra vestit d'oficial, amb la mà dreta sobre un pilar de roca amb una peça que falta. Això simbolitza els territoris romanesos desapareguts en aquell moment
- Elisabeth de Wied - Reina consort de Romania, coneguda al món literari com Carmen Sylva
- Princesa Maria de Romania: l'únic fill de la reina Elisabeta, que va morir a una edat primerenca
- Mihail Cantacuzino - constructor de l'església vella

### Mobles
Els mobles van ser fets de fusta (sicomor, auró i roure) per Constantin Babic i els seus estudiants de l'Escola d'Art de Bucarest (Ṣcoala de Arte si Meserii). El tron del rei mostra l'emblema reial i el lema Nihil sine Deo (Res sense Déu). El tron de la reina està en relleu amb les lletres ED dos trons estan banyats en or.
Les dues icones russes, de Sant Serghei i Sant Nicolau, van ser un regal del tsar Nicolau II de Rússia el 1903. Van ser presentats a l'Hegumen Nifon Arhimandritul pel bateig del príncep Nicholae, fill del rei Ferran.
Una peça remarcable que adorna el monestir són els epitafis d'Anna Roth, fets de seda i or sobre una base de cotó. Van trigar tres anys (del 1897 al 1900) a acabar-se.

### El campanar

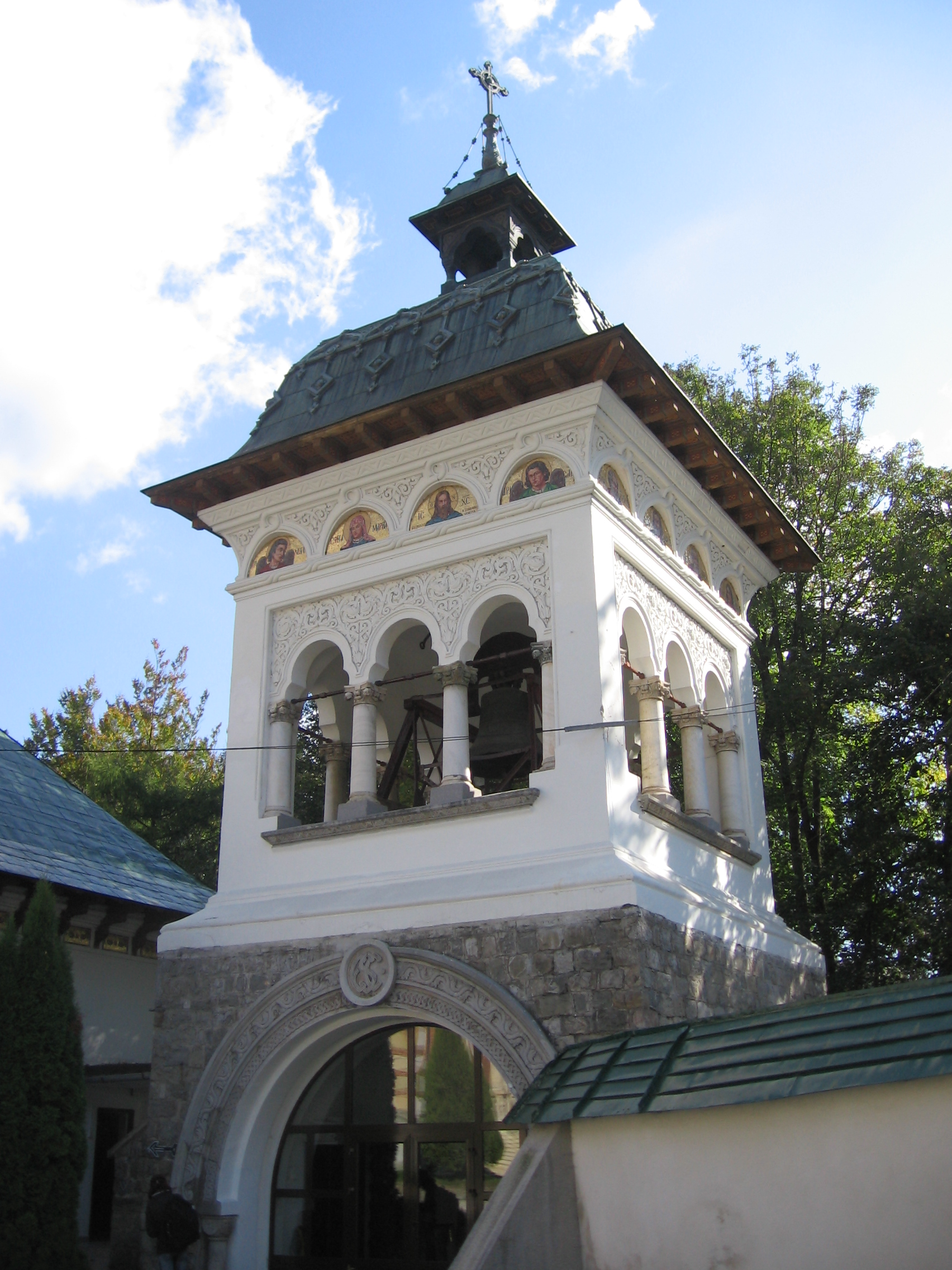
El campanar vist des de les muralles

Durant la direcció d'Hegumen Nifon Popescu (1888-1909), es va afegir un gran campanar a les muralles del monestir. Es va acabar el 1892. Els 1,700-quilogram (3,700 lb) hi va portar la campana de la torre Colţea de Bucarest.

## El Museu
El 1895 es va inaugurar el museu del monestir, la primera exposició d'objectes religiosos a Romania. Conté col·leccions d'icones i creus del segle xvii, la primera Bíblia en romanès (Bucarest, 1688) i molts altres objectes preciosos. El museu està obert tots els dies, però els dilluns, d'abril a octubre, de 10.00 a 16.00 i durant l'hivern només per a grups majors de 20 anys.